# 真木洋子
真木 洋子（まき ひろこ、1948年〈昭和23年〉11月10日 - 2000年〈平成12年〉7月22日）は、日本の女優。本名：郡司 園子（ぐんじ そのこ）。

## 来歴
東京都渋谷区千駄ヶ谷出身。大東学園高等学校卒業。高校卒業後に劇団青年座入団。
デビュー当時は、柚木れい子（ゆずき れいこ）という芸名であった。
1972年、連続テレビ小説 『藍より青く』のヒロイン・田宮真紀役に抜擢され、これを機に「真木洋子」に改名。健気な戦争未亡人を演じ、注目を浴びる。
翌1973年の映画『日本侠花伝』では、打って変わって激しい気性の女侠客を演じ、大胆なヌードでも話題を呼んだが、東宝宣伝部や主要スタッフからヌードになるよう1ヶ月に渡り説得されるも拒否した。これは撮影ボイコット騒動まで発展しサンケイスポーツやサンデー毎日にも取り上げられてた。しかし加藤泰監督から「あなたは女性としての色気が足りない…」と言われヌードになることを決意させた。
2000年7月22日、急性骨髄性白血病のため死去。51歳没。

## 出演

### 映画

#### 柚木れい子 名義
- 処女喪失（1965年）
- あゝひめゆりの塔（1968年）

#### 真木洋子 名義
- 日本侠花伝（1973年）
- 神戸国際ギャング（1975年）
- 四畳半青春硝子張り（1976年）
- もっとしなやかに もっとしたたかに（1979年）
- おんな6丁目 蜜の味（1982年）
- ダブルベッド（1983年）
- いつか誰かが殺される（1984年）
- 零戦燃ゆ（1984年）
- やがて…春（1986年）
- ご挨拶（1991年）
- 獅子王たちの夏（1991年）
- 悪友（ごろつき）（1992年）
- 第1回欽ちゃんのシネマジャック「生きる ある臨死」（1993年）
- 姐 極道を愛した女・桐子（1993年）

### テレビドラマ

#### 柚木れい子 名義
- 五人の野武士 第6話「地獄谷の美女」（1968年11月12日、日本テレビ）
- 東芝日曜劇場／どっきり花嫁（1968年10月12日、TBS）
- 怪奇ロマン劇場 第6話「愛しき妻の宴」（1969年8月16日、NET）
- プレイガール 第87話「女命の預け方」（1970年11月30日、東京12チャンネル）
- ポーラテレビ小説／オランダおいね（1970年3月30日 - 9月26日、TBS） - たま 役
- おくさまは18歳 第40話「イヤミなじいさんと高原だョーン」（1971年6月29日、TBS）

#### 真木洋子 名義
- 連続テレビ小説 藍より青く（1972年4月3日 - 1973年3月31日、NHK総合） - 主演・田宮（村上）真紀 役
- 土曜日の女 闇にうかぶ微笑み（1973年4月7日 - 5月12日、日本テレビ） - 主演・国枝夕子 役
- ポーラ名作劇場（NET）
  - 花筵（1973年）
  - 彩の女（1974年 - 1975年）
  - 海のある窓（1976年）
  - 冬の虹（1976年 - 1977年）
- グランド劇場／娘の結婚、親父の同棲（1973年、日本テレビ）
- 東芝日曜劇場／刃傷（にんじょう）（1973年、中部日本放送）
- 女・その愛のシリーズ／にごりえ（1973年、NET）
- 銀河テレビ小説（NHK総合）
  - 風の御主前（1974年）
  - ガラスの女（1978年）
  - 主夫物語（1986年）
- 八州犯科帳（1974年、フジテレビ / C.A.L） - お涼
- ふりむくな鶴吉（1975年、NHK総合）
- 必殺シリーズ（朝日放送 / 松竹）
  - 必殺必中仕事屋稼業 第10話「売られて勝負」（1975年） - おゆみ
  - 必殺からくり人・富嶽百景殺し旅 第7話「駿州江尻」（1978年） - お京
- 青銅の花びら（1975年、毎日放送）
- 白い地平線（1975年、TBS）
- 座頭市物語 第25話「渡世人」（1975年、フジテレビ） - おそで
- 愛のサスペンス劇場／嫉妬（1975年、日本テレビ）
- 結婚するまで（1976年 - 1977年、TBS）
- 遠山の金さん 第1シリーズ第79話「巡礼お勝参上」（1977年、NET/東映） - おたか(巡礼お勝)
- 横溝正史シリーズ／本陣殺人事件（1977年、毎日放送） - 久保克子
- 土曜ワイド劇場
  - 東京上空2000M ワレ操縦不能（1977年、テレビ朝日）
  - 狙われた婚約者（1977年、テレビ朝日）
  - 混浴岩風呂連続殺人 にせ夫婦東北ツアー（1983年、朝日放送）
  - 殺意のめぐり逢い グァム島ツアー殺人事件（1984年、テレビ朝日）
  - 呪いのマネキン人形（1984年、テレビ朝日）
  - 女弁護士 朝吹里矢子 夫の愛人を二度殺した人妻（1985年、テレビ朝日）
  - フランスグルメ殺人事件 夫の知らないフルコース（1987年、朝日放送）
  - ビキニライン殺人事件 体毛は語る!?（1988年、テレビ朝日）
  - セールスレディ連続殺人事件 美人教師の華麗な転職!（1991年、朝日放送）
  - 鳥羽・賢島 同期会ツアー殺人事件（1992年、テレビ朝日）
  - なんでも屋探偵帳 血ぬられた死亡診断書が明かす遺産相続の秘密（1994年、朝日放送）
- 平岩弓枝ドラマシリーズ（フジテレビ）
  - 女の家庭（1978年）
  - 日本のおんなシリーズII 春の翳（1981年）
- 疾風同心 第6話「女狐おぎん」（1978年、東京12チャンネル） - おぎん
- 風鈴捕物帳 第10話「恨みの吹き矢」（1979年 テレビ朝日）
- じょっぱり（1979年、東海テレビ）
- 広き迷路（1979年、フジテレビ）
- 特選サスペンス／黒いカーテン（1979年、日本テレビ）
- 翔んでますえ（1979年 - 1980年、よみうりテレビ）
- 江戸を斬るIV 第23話「鼠小僧初恋しぐれ」（1979年、TBS）
- 江戸の牙 第6話「撃滅 爆破計画!」（1979年、テレビ朝日）
- ぬかるみの女（1980年、東海テレビ） - アケミ
- 熱中時代 教師編 第2シリーズ 第14話「北野先生をやめさせないで」、第15話「熱中先生と冷たい女たち」（1980年、日本テレビ / ユニオン映画） - 西条美也子
- 鬼平犯科帳・萬屋錦之介版（テレビ朝日） - おまさ
  - 第1シリーズ（1980年）
  - 第2シリーズ（1981年）
  - 第3シリーズ（1982年）
- 女商一代 やらいでか!（1981年、東海テレビ）
- 続・ぬかるみの女（1981年、東海テレビ） - アケミ
- ポーラテレビ小説／愛をひとつまみ（1981年 - 1982年、TBS） - 杉本靖子
- 柳生新陰流（1982年、テレビ東京）
- 月曜ワイド劇場（テレビ朝日）
  - 妻は何をしたか（1983年）
  - 内嫁戦争（1983年）
  - 涙の小児病棟（1983年）
  - 妻は何を感じたか（1983年）
  - 愛と怒りの実験室（1983年）
  - 十七歳非行妻 あなたの赤ちゃんを産みたい!（1985年）
  - 追いつめられた団地妻（1985年）
  - 狙われた非行主婦（1985年）
  - 単身赴任の夫（1985年）
  - 冬の京都 旅は道づれ女ざかり（1986年）
  - たそがれ夫人III 三人の愛人は本妻に負けたか?（1986年）
- ドラマ人間模様／父への手紙（1983年、NHK総合）
- 火曜サスペンス劇場（日本テレビ）
  - 女子高校生への鎮魂曲、あの娘が自殺するはずがない!（1983年）
  - 裁かれた絆（1985年）
  - 戸籍のない夫婦（1986年）
  - 三日間の悪夢 新婚の妻が突然消えた!（1988年）
  - 私の青春売ります 私は悪人を眠らせない!（1988年）
  - 窓の女（1989年）
  - 小さな証言者 パパが殺された! あの子は嘘つき少女?（1989年）
- 特捜最前線（テレビ朝日）
  - 第308話「いつか逢った悪女!」（1983年）
  - 第466話「千五百万人の悪女たち・パート主婦不倫心中!」（1986年）
- 新ハングマン 第15話「通り魔に夫の出世を賭ける妻」（1983年、朝日放送） - 相沢みさ
- 木曜ゴールデンドラマ（よみうりテレビ）
  - 不倫 この愛が裁けますか（1984年）
  - 遅れてきた年賀状（1985年）
  - 先生助けて! 殺意の教室（1985年）
  - 稚い殺意（1985年）
  - 遺言状戦争（1985年）
  - 喜劇・ああ出産（1986年）
  - ああ離婚（1987年）
  - 誕生日に殺された女（1987年）
  - 喜劇・ああ未亡人（1988年）
  - 女優時代（1988年）
- 気分は名探偵 第6話「愛されすぎた男」（1984年、日本テレビ） - 生駒真澄
- 金曜女のドラマスペシャル（フジテレビ）
  - にせ風景（1）（1985年）
  - 老熟家族（1985年）
- 特命刑事ザ・コップ（1985年、朝日放送）
- 森村誠一サスペンス／課長夫人売春事件（1987年、関西テレビ）
- 水戸黄門 第17部 第16話「命がけの母娘再会 -宇和島-」（1987年12月14日、TBS / C.A.L） - おつぎ
- 暴れん坊将軍II 第184話「夜叉の涙はあかね色!」（1987年、テレビ朝日 / 東映） - おもん
- 妻そして女シリーズ／姑ふたり嫁ひとり（1988年、毎日放送）
- 乱歩賞作家サスペンス／庭つき一戸建て殺人 環境良好死体つき（1988年、関西テレビ）
- 松本清張サスペンス／年下の男 バカにしないで晩婚（1988年、関西テレビ）
- 砂の家（1989年、東海テレビ）
- 山村美紗サスペンス／水仙の花言葉は死 京都花ごよみ殺人 洛中洛外花ごよみ（1990年、関西テレビ）
- DRAMADAS／ハイツがトラブル（第5回）「魚のいる部屋」（1990年、関西テレビ）
- 火曜ミステリー劇場
  - 女ハングマン 亭主のルスに連続殺人犯と対決! 意外やボスは?（1990年、朝日放送）
  - （秘）芸能界連続殺人（1990年、テレビ朝日）
  - 切り裂かれた花嫁衣裳! 隅田川に追いつめられた父娘!! 留守番電話に殺人予告が?（1991年、テレビ朝日）
- ドラマチック22／ニューメキシコからきた男（1990年、TBS）
- ドキュメンタリードラマ マミーの顔がぼくは好きだ（1990年、NHK総合）
- 世にも奇妙な物語・冬の特別編 「昔みたい」（1991年、フジテレビ）
- 雪の蛍（1991年、東海テレビ）
- 水曜グランドロマン／密愛 226に散った恋（1991年、日本テレビ）
- あなたが好きです（1994年、東海テレビ）
- はぐれ刑事純情派 第8シリーズ 第12話「匿名の結婚祝い!? 整形美容の女」（1995年、テレビ朝日）

### オリジナルビデオ
- 殺意の循環（1988年）
- こちら凡人組（1992年）
- 続・こちら凡人組（1992年）

### 舞台
- 剣客商売（1975年6月、帝国劇場） - おはる
- 快傑児雷也（1977年）
- 宮本武蔵（1982年）
- 細川たかし特別公演 姿三四郎（1986年）
- 若草物語（1992年）

### CM
- 紀文食品　(1973年）